# Металіст (Чорне дзеркало)
«Металіст» — п'ятий епізод четвертого сезону телесеріалу-антології Чорне дзеркало. Сценарій написав творець серіалу Чарлі Брукер, режисером виступив Девід Слейд. Прем'єра відбулася на каналі Netflix 29 грудня 2017.
Це перший чорно-білий епізод в історії серіалу. Сюжет обертається навколо поневірянь Белли (Максін Пік), яка намагається втекти від роботичних «псів» у світі після непоясненого занепаду людської цивілізації.
Епізод дістав схвальні відгуки. Критики зійшлися на тому, що перевага Металіста полягає у тому, що він, на відміну від інших епізодів Чорного дзеркала, розповідає уривчасту історію без витребеньок. Також вони оцінили гру Максін Пік та рішення Чарлі Брукера зробити епізод чорно-білим. Втім, деякі критики сприйняли мінімалізм та відсутність передісторії як недбалість.
На створення роботичних «псів» авторів надихнули роботичні пси компанії Boston Dynamics.

## Сюжет
Цей чорно-білий епізод розповідає пост-апокаліптичну історію. Белла (Максін Пік), Тоні (Клінт Даєр), та Кларк (Джейк Девіс) намагаються здійснити обіцянку, яку вони дали сестрі Белли. Поки Кларк намагається викрасти фургон, Белла і Тоні проникають на склад, аби знайти пристрій, який допоможе полегшити біль чоловіка на ім'я Джек, який помирає. Вони знаходять коробку, яку шукали, але за нею сидить роботичний пес-охоронець, що захищає фабрику, такі роботи відомі просто як «пси». Пес викидає футляр, який вибухає у повітрі та обстрілює Беллу і Тоні шрапнеллю з жучків, які в'їдаються в шкіру. Пес злізає з полички та вбиває Тоні. Белла тікає, залишаючи коробку на місці. Вона сідає у свою машину, Тоні Кларк починає їхати на викраденому фургоні, а пес їх переслідує. Зрештою пес наздоганяє їх, вбиває Кларка і використовує фургон, аби вбити Беллу. Белла тікає крізь ліс та зупиняється на обриві. Пес знаходить її та залізає в машину, але Белла вилізає з неї і та падає зі скелі.
Белла ножем вирізає з ноги жучок та викидає його в річку. Вона намагається зв'язатися з кимось своєю рацією, але не може розібрати, що каже людина на тому кінці. Вона передає цій людині повідомлення для дорогих їй людей і каже, що може не повернутися з місії. Белла помічає пса, який наближається до неї, і тікає до лісу, де залізає на одне з дерев. Одна з кінцівок пса була ушкоджена після падіння зі скелі, тож він не може залізти на дерево, а обирає чекати на неї внизу. Белла виснажує пса, час від часу кидаючи в нього цукерками. Коли пес припиняє реагувати на це, Белла злізає з дерева та тікає.
Белла потрапляє до великого будинку, у верхній кімнаті якого знаходить два зогнилі трупи. Белла обшукує їхній одяг, аби знайти набої для рушниці та ключі від машини. За цей час пес успішно перезарядився та вистежив її. Белла виливає на нього фарбу, щоб закрити його візуальні сенсори, тікає і заводить машину. Із автопрогравача лунає пісня «Golden Brown» гурту The Stranglers. Пес іде на звук, атакує та знищує колонки в машині. Белла стріляє у пса, перезаряджає рушницю та стріляє ще раз. Пес, практично знищений, лежить нерухомо. Втім, з останніх сил випускає черговий футляр, шрапнельні снаряди якого поцілили Беллу. Белла заходить до ванної кімнати та бачить у дзеркалі, що снаряди, кожен із яких містить жучок, закріпилися на її обличчі та шиї. Вона пробує вирізати їх, але помічає, що один зі снарядів розташований на її яремній вені. Після цього Белла говорить по своїй рації, що вона не повернеться, хоча й не знає, чи чує її хтось взагалі. Вона підносить ніж до шиї, і камера піднімається нагору, звідки по черзі показано всі місця, у яких була Белла.
Коробка, з якої розпочалася їхня фатальна пригода, на складі впала і розкрилася. З неї випали плюшеві ведмедики.

## Виробництво

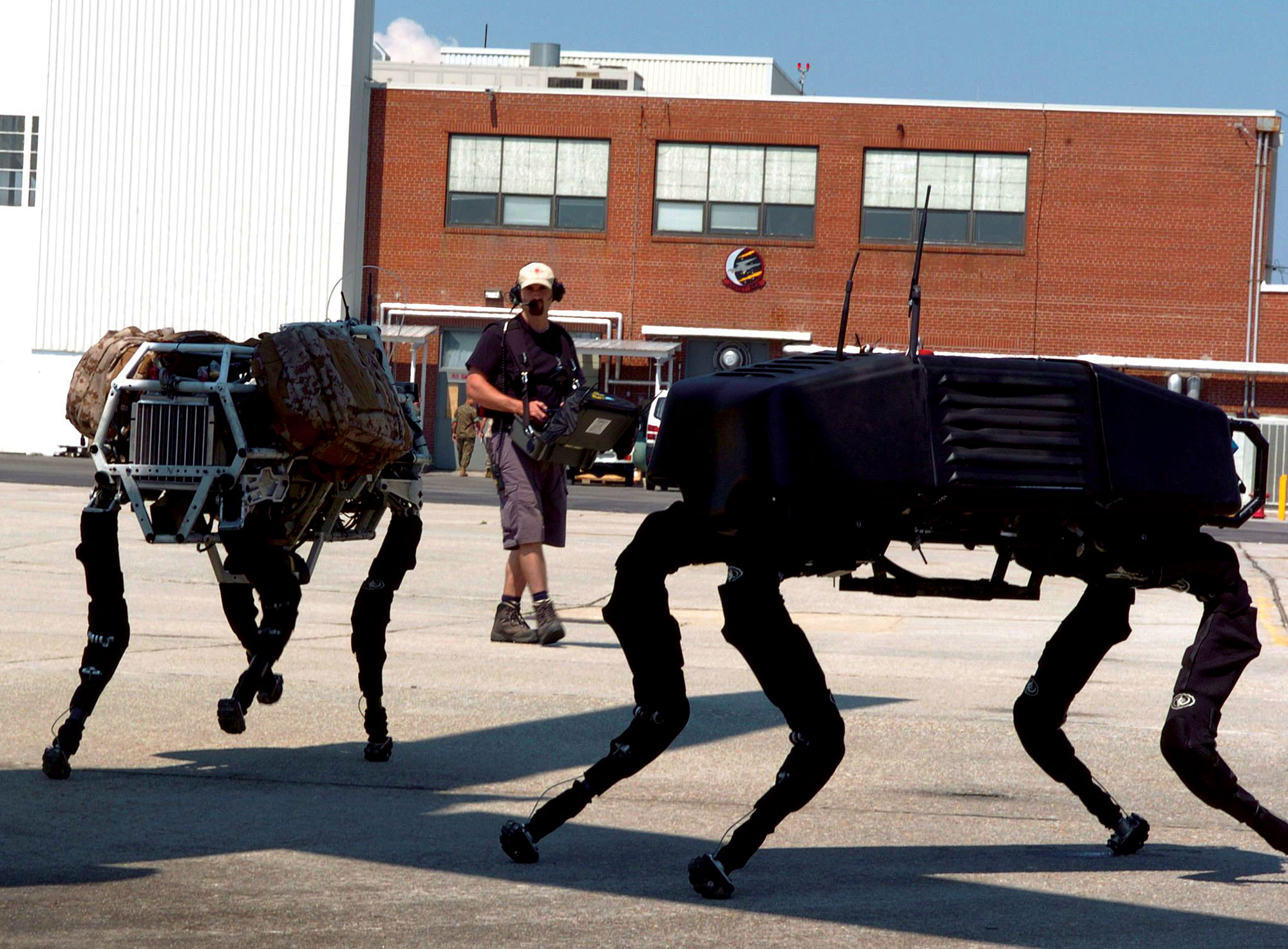
На створення епізоду надихнули роботичні пси BigDog компанії Boston Dynamics.

Це найкоротший епізод Чорного дзеркала, його тривалість усього 41 хвилина. Також це перший чорно-білий епізод серіалу, рішення щодо цього прийняв режисер Девід Слейд, щоб він асоціювався зі старими стрічками у стилі горор та підкреслити гнітючий тон серії. Слейд намагався створити історію у світі, позбавленому надії, тож, на його думку «було розумно позбавити цей світ і кольору». Ідея для епізоду з'явилася у Брукера після перегляду відео компанії Boston Dynamics про їхні продукти, включно із роботами BigDog. На його думку, у них є щось «моторошне». Спочатку Брукер хотів, аби в епізоді взагалі не було діалогів, як у фільмі Не згасне надія. Також планувалося, щоб пси мали «операторів» — людей, що керують ними з власних домів, але зрештою він вирішив максимально спростити історію, тож цю тему викреслили. Остання сцена, у якій показано коробку, повну плюшевих ведмедиків, була додана на прохання Слейда, аби вона стала єдиним «м'яким та комфортним» елементом історії.
Режисером епізоду став Девід Слейд, який вперше прочитав сценарій у червні 2016. Він брав участь у кастингу Максін Пік та мав багато свободи з сюжетом уже на знімальному майданчику. Зйомки відбувалися в Англії, переважно у графстві Девон та в околицях Лондона. Для відображення світу з точки зору пса був використаний реальний сканер Лідар.

### Маркетинг
У травні 2017 на Reddit неофіційно оголосили назви усіх шести епізодів та імена режисерів. Перший трейлер було оприлюднено 25 серпня 2017, у ньому містилися всі шість назв.
Починаючи з 24 листопада 2017, Netflix оприлюднював серію постерів та трейлерів до четвертого сезону серіалу, цю акцію назвали «13 днів Чорного дзеркала». 6 грудня Netflix оприлюднив трейлер, у якому містилися кадри з усіх епізодів сезону та анонс того, що сезон вийде 29 грудня.